# Kemi járás

A Kemi járás Karéliában

A Kemi járás (oroszul Кемский район, karjalai nyelven Kemin piiri, finn nyelven Kemin piiri) Oroszország egyik járása Karéliában. Székhelye Kem.

## Népesség
- 2002-ben 20 685 lakosa volt, melyből 17 031 orosz (82,3%), 1 201 karjalai (5,8%), 1 135 fehérorosz (5,5%), 600 ukrán (2,9%), 188 finn (0,9%), 88 tatár, 82 lengyel, 47 mordvin, 33 csuvas, 25 litván, 20 örmény, 19 azeri, 19 vepsze, 18 moldáv, 16 cigány, 16 komi, 15 német, 10 lett.
- 2010-ben 17 756 lakosa volt.